# Хисаря (община)
Хисаря (болг. Община Хисаря) — община в Болгарии. Входит в состав Пловдивской области. Население составляет 14 847 человек (на 21.07.05 г.).
Кмет (мэр) общины Хисаря — Георги Николов Пирянков по результатам выборов 2007 года

## Состав общины
В состав общины входят следующие населённые пункты:
1. Беловица
2. Красново
3. Крыстевич
4. Мало-Крушево
5. Михилци
6. Мытеница
7. Ново-Железаре
8. Паничери
9. Старо-Железаре
10. Старосел
11. Хисаря
12. Черничево